# ملعب فايس فيز
 كان Weiße Wiese (المروج البيضاء)، المعروف أيضًا باسم بوروسيا سبورتبارك، أول ملعب منزلي لبوروسيا دورتموند . يقع في شارع فامبلر بالقرب من ساحة بورسيج ومصنع هآش أي جي في شمال دورتموند .

## التاريخ
كان فايس فيز في الأصل ملعب كرة للبلدة مع مسارات للجري وحفرة القفز. في البداية كان المرمى والعارضة مصنوعة فقط من الأخشاب ويتم إزالتها دائمًا بعد الألعاب ، مما يحول دون تعرضها للسرقة. يفترض أن اسم المكان، فايس فيز، نشأ من الزهور البيضاء التي سقطت من أشجار الحور المجاورة في الربيع، والتي حولت الملعب إلى حقل أبيض ( الألمانية: Weiße Wiese ).  وتعني المروج البيضاء

### منتزه بوروسيا الرياضي (1924-1937)
نظرًا لعدم استيفاءه لقواعد الاتحاد لدوري برزيكليجا ، خضع إلى بناء واسع النطاق في صيف عام 1924. كان المبنى يتكون من جدار طوله 450 مترًا وارتفاعه 1.8 متر ، وبناء غرف ومقصورة بيع التذاكر، بالإضافة إلى المدرج في المقدمة، وتوسيع قدرة الاستاد إلى 18000، بلغت التكلفة الإجمالية للبناء 50000 مارك ألماني. تم افتتاح بوروسيا سبورتباتك الجديد من قبل اللورد العمدة إيتشوف في 14 أغسطس 1924.

### إغلاق (1937)
في عام 1937، في وقت النازية، أجبرت شركة هآش أي جي وبوروسيا دورتموند على مغادرة فايس فيز والانتقال إلى ملعب روت اردي، جنوب وسط المدينة.